# Renzo Merusi
Renzo Merusi (* 1. November 1914 in Gaiano di Collecchio; † 29. Januar 1996 in Rom) war ein italienischer Schauspieler und Filmregisseur.

## Leben
Merusi arbeitete als Maler, Bildhauer, Bühnenbildner und als Kunstflugpilot, bevor er Ende der 1930er Jahre in Filmen von Domenico Gambino erste darstellerische Erfahrungen sammelte. Seine schauspielerische Laufbahn erstreckte sich bis 1950, als er für I bastardi auch am Drehbuch beteiligt und für die Produktion verantwortlich war. 1954 inszenierte er seinen ersten Film, dem 1960 und 1972 zwei weitere folgten; alle waren handwerklich geschickte, aber inhaltlich anspruchslose Abenteuergeschichten, die jedoch kommerziell recht erfolgreich liefen.

## Filmografie
Regisseur
- 1954: Die Tochter der Mata Hari (La figlia di Mata Hari)
- 1960: Die Hölle am gelben Fluß (Apocalisse sul fiume Giallo) (auch Drehbuch)
- 1972: Dolanies-Melodie – Melodie des Todes (Deserto di fuoco) (auch Drehbuch)

Schauspieler
- 1942: Una signora dell’Ovest